# 6. миленијум п. н. е.
6. миленијум п. н. е. је миленијум, односно период који је трајао од 6000. п. н. е. до 5001. п. н. е.. За већину догађаја у овом периоду се не зна тачан датум када су се догодили задатак су многих историчара.